# Daniel Carlisle
Pour les articles homonymes, voir Carlisle (homonymie).
Daniel Carlisle, né le 14 décembre 1955 à Houston, est un tireur sportif américain.

## Carrière
Daniel Carlisle participe aux Jeux olympiques de 1984 à Los Angeles et remporte la médaille de bronze dans l'épreuve de la fosse olympique.